# Florida (Uruguay)
Florida (1809 gegründet als Villa de San Fernando de la Florida) ist eine Stadt in Uruguay.

## Lage
Die Hauptstadt des gleichnamigen Departamentos liegt im Süden Uruguays am Río Santa Lucía Chico, 98 km nördlich von Montevideo.

## Einwohner
Sie hat 33.640 Einwohner (Stand: 2011), davon 15.998 männliche und 17.642 weibliche.
| Jahr | Einwohner |
| ---- | --------- |
| 1963 | 20.983    |
| 1975 | 25.374    |
| 1985 | 28.443    |
| 1996 | 31.594    |
| 2004 | 32.128    |
| 2011 | 33.640    |

Quelle: Instituto Nacional de Estadística de Uruguay

## Geschichte
Die Gründung der Stadt Florida ist sehr eng mit der Geschichte des ganzen Landes verbunden. Die Stadt wurde am 24. April 1809 gegründet. Später gewann sie an Wichtigkeit, als 1811 mit den ersten Anzeichen der Revolution Geldsammelstellen gebildet wurden, um Artigas und seine Anhänger zu unterstützen, was dann später zur Unabhängigkeit des Landes führte. Durch die Entwicklung Floridas war es notwendig, den Fluss Santa Lucía Chico zu überwinden und eine Steinbrücke zu bauen, um nach Süden zu gelangen. Später wurde in Piedra Alta eine bessere Brücke erbaut.
Am 19. April 1894 erhielt Florida den Status einer „Ciudad“ (Stadt).
Seit 1955 ist die Stadt Sitz des Bistums Florida. 1988 besuchte Papst Johannes Paul II. die Stadt.

## Kultur
La „Fiesta de San Cono“ ist das wichtigste religiöse Fest in Uruguay. Es findet immer um den 3. Juni statt und lockt Menschen aus der ganzen Provinz an. Die Besucher reisen mit Bussen und Zügen an, welche extra zu diesem Anlass eingesetzt werden.

## Verkehr
Durch die Stadt führt die Nationalstraße Ruta 5. Ferner liegt Florida an der Bahnstrecke Montevideo–Paso de los Toros.

## Söhne und Töchter der Stadt
- Juan Justo Amaro (1930–2020), Politiker
- Atilio Ancheta (* 1948), Fußballspieler
- Facundo Barcelo (* 1993), Fußballspieler
- Leandro Barcia (* 1992), Fußballspieler
- Javier Cabrera (* 1992), Fußballspieler
- Sergio Cortelezzi (* 1994), Fußballspieler
- Martín Galain (* 1989), Fußballspieler
- Walter Gassire (1946–2023), Fußballspieler
- Facundo Guichón (* 1991), Fußballspieler
- Javier Irazún (* 1986), Fußballspieler
- Julián Lalinde (* 1985), Fußballspieler
- Gustavo León (* 1950), Fußballspieler
- Juan Emilio Marroco (* 1987), Fußballspieler
- Federico Martínez (* 1984), Fußballspieler
- Marcelo Palau (* 1985), Fußballspieler
- Rodrigo Pastorini (* 1990), Fußballspieler
- Gerardo Pelusso (* 1954), Fußballtrainer und ehemaliger Fußballspieler
- Jonathan Javier Rodríguez (* 1993), Fußballspieler
- Mauricio Rosencof (* 1933), Schriftsteller und Dramatiker
- Flavio Scarone (* 1991), Fußballspieler
- Duvimioso Terra (1856–1930), Politiker
- José Varela (* 1988), Fußballspieler
- Sebastián Viera (* 1983), Fußballspieler